# Sexy Sushi
Sexy Sushi – francuski zespół electroclash, składający się z Rebeki Warrior (Julia Lanoë) i Mitcha Silver (David Grellier). Zespół zadebiutował w 2004 roku w Nantes.

## Dyskografia
- 2004 – Défonce ton ampli (CDR, Merdier Records/Wonderground)
- 2005 – J'en veux j'en veux des coups de poing dans les yeux (CDR, Merdier Record/WonDerGround Distribution)
- 2006 – Ça m’aurait fait chier d’exploser (CDR, Merdier Records/Wonderground)
- 2008 – Marre Marre Marre (Label Believe)
- 2009 – EP Sexy Sushi (SV03, Scandale Records)
- 2009 – CD Tu l'as bien mérité (SC002, Scandale Records)
- 2009 - Girlfriend 09 (feat. Näd Mika)
- 2010 - Château France
- 2010 - Cyril (L'autre distribution)
- 2011 - Mauvaise foi
- 2011 - Flamme
- 2013 - Vous n'allez pas repartir les mains vides ?
- 2014 - Vous en reprendrez bien une part ?